# Șendreni (okręg Botoszany)
Șendreni – wieś w Rumunii, w okręgu Botoszany, w gminie Frumușica. W 2011 roku liczyła 710 mieszkańców.